# ジャン2世 (ロレーヌ公)

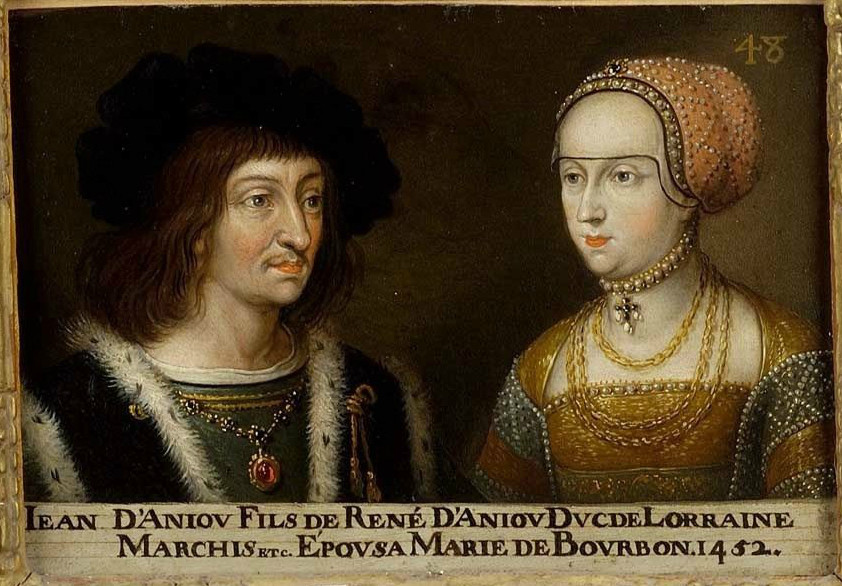
ジャン2世と妃マリー・ド・ブルボン（17世紀画）

ジャン2世・ダンジュー（Jean II d'Anjou, 1425年 - 1470年12月16日）は、ロレーヌ公（在位：1453年 - 1470年）。カラブリア公も称した（1435年 - 1470年）。ロレーヌ女公であった母イザベルから公位を継承した。父は母の共同統治者としてロレーヌ公でもあったナポリ王ルネ・ダンジュー。妹にヴォーデモン伯フェリー2世妃ヨランド、イングランド王ヘンリー6世妃マルグリットがいる。

## 生涯
1453年に母が亡くなり、父から公位を譲られた。
父はナポリを巡りアラゴン王アルフォンソ5世と戦い、敗れてナポリを諦めた過去があった。ジャン2世も父と同じくナポリへの野望を抱き、ナポリ王でアルフォンソ5世の庶子フェルディナンド1世に戦いを仕掛け、1457年、1459年から1462年にかけてナポリへ遠征した。しかしミラノ公フランチェスコ・スフォルツァがフェルディナンド1世に味方し援軍を送ったため、ジャン2世は敗れてナポリ王位を断念した。
1465年、フランス王ルイ11世とも対立しブルゴーニュ公シャルル、ブルターニュ公フランソワ2世、ブルボン公ジャン2世ら反国王派貴族が結成した公益同盟に加わったが、軍備に手間取っているうちにまとまりの弱い公益同盟が分裂、ルイ11世と交渉して同盟から離れた。
翌1466年、息子のニコラとルイ11世の娘アンヌ・ド・ボージューが婚約、国王から10万リーブルの持参金を与えられた。これを機にアラゴン王フアン2世（アルフォンソ5世の弟）から王位を奪い取るため、カタルーニャの支援でイベリア半島へ向かった（父もフアン2世の対立王に推戴される）。アラゴンと戦っている最中に再び反ルイ11世派となりニコラとアンヌの婚約は破棄されたが、アラゴン王位を奪えないまま1470年、父に先立ちバルセロナで病死した。
ブルボン公シャルル1世の娘マリー（1428年 - 1448年）と結婚し、4子をもうけたが、ニコラ1世以外の3人の娘は夭逝、ジャン2世の死後ニコラ1世が後を継いだが、1473年にニコラ1世も亡くなると甥ルネ2世（妹ヨランドの子）がロレーヌを相続した。